# Nassarius erythraeus
Nassarius erythraeus là một loài ốc biển, động vật thân mềm chân bụng sống ở biển thuộc họ Nassariidae.

## Miêu tả
Kích thước vỏ ốc của loài này thay đổi từ 4.5 mm đến 9 mm.

## Sinh sản
Nassarius erythraeus là loài sinh sản hữu tính.

## Phân bố
Loài này phân bố ở Biển Đỏ và Ấn Độ Dương dọc theo Madagascar.